# The Privateer's Man or One Hundred Years Ago
The Privateer's Man or One Hundred Years Ago è un romanzo dello scrittore inglese Frederick Marryat.
L'opera, ambientata all'incirca nella prima metà del Settecento, narra le avventure di Alexander Musgrave (all'inizio conosciuto come Mr Erlington), corsaro di professione e soprattutto del ravvedimento riguardo alla sua vita grazie alla fede cristiana.

## Trama
La storia, che il protagonista racconta in prima persona e rivolto ad una donna il cui nome non è menzionato, lo vede all'inizio ufficiale di una nave corsara nelle Americhe.
Dopo una prima battaglia vittoriosa durante la quale uccide il capitano francese avversario, la sua nave viene attaccata da alcune altre corsare ed egli viene ferito e costretto a curarsi in un ospedale a Port Royal.
Tornato in patria, viene inviato in Africa dal suo armatore (Mr Trevannion), e qui, nel Senegal viene catturato da nativi africani insieme a parte dell'equipaggio, fatto schiavo, e donato a una delle mogli del capotribù, Whina.
Dopo alcuni mesi nella tribù, viene rilasciato e riesce a tornare in patria, a Liverpool, dove conosce il capitano Levee, personaggio aitante, coraggioso e già rispettato per le sue doti di comandante e la sua signorilità, nonché persona al servizio di Mr Trevannion. I due diventano in breve tempo amici, un'amicizia che gioverà ad entrambi.
Dopo un breve intermezzo a Londra, l'armatore chiede a Mr Erlington di accompagnare in Francia in segreto alcuni giacobiti. Così da capitano, il protagonista (il cui nome viene pronunciato solo nel capitolo VIII) si reca a Bordeaux accompagnato dal capitano Levee. Qui rilascia le spie ed è loro ospite. Ma in questo frangente viene offeso e costretto a battagliare sul mare contro un comandante francese, marito della vedova dell'ufficiale francese ucciso da Erlington all'inizio del romanzo. Questo viene sconfitto, con l'aiuto di Levee, e il protagonista inscena una falsa impiccagione davanti alla città per impartire una lezione alla donna del francese, colpevole di averlo istigato alla lotta.
Di ritorno in Inghilterra, a fronte dei sospetti contro di lui e il suo attendente, decide di farsi licenziare per salvarlo da un'eventuale condanna, mentre lui viene incarcerato nella torre di Londra. È qui che Erlington grazie alla lettura della Bibbia cambia le sue posizioni sull'attività corsara, e quindi dopo aver ottenuto il rilascio grazie a un Prete Cattolico, amico dei giacobiti che aveva aiutato, torna a Liverpool e decide di smettere la sua professione. Ma prima deve intraprende un ultimo viaggio durante il quale salva un ragazzo vittima di un affondamento, che si rivelerà essere il fratello Philip.
Di nuovo in patria, inizia l'attività di contabile da socio del suo attendente, e durante questo tempo a casa di Mr Trevannion, inizia a provare un sentimento verso la figlia Amy, forte al punto da farsi convincere a indurre il padre di lei, a rinunciare al business delle navi di corsa. Purtroppo a questo segue un litigio con Mr Trevannion e un fraintendimento con Amy che lo portano ad abbandonare la casa. Ma una cospirazione sventata fa ravvedere il padre di Amy che decide di smettere quell'attività e di donare le navi al governo, mandando così il capitano Levee e il fratello di nuovo per mare, ma come ufficiali della marina del re. In questo frangente si scopre il vero nome del protagonista e cioè Alexander Musgrave. Intanto i sentimenti per Amy crescono fino a fargli pensare di sposarla, ma egli deve partire per l'Africa, dove cade vittima di un ammutinamento e viene dato schiavo in Brasile.
Questa sarà un'altra occasione per riflettere sulla sua vita e le sue opere sempre grazie alla Bibbia, una Bibbia donatagli da un suo compagno sul letto di morte.
Incredibilmente, Alexander incontra nel campo di lavoro il Prete Cattolico che lo aveva aiutato ad ottenere il rilascio a Londra, e questo di nuovo lo fa liberare e gli trova una nave per tornare in patria.
Ma le sue avventure sono di là dal finire. Quindi lo sciabecco sul quale è passeggero si incaglia su una secca. Quindi cade vittima di un uomo che lui sospetta essere un pirata, e che lo abbandona in un fiume con gli altri dell'equipaggio. E in seguito, viene catturato dai pellerossa che torturano e uccidono il capitano che era rimasto con lui e poi lo concedono in sposo a una donna cui Alexander aveva ucciso il primo marito.
Dopo una breve convivenza tra gli indiani, durante una caccia riesce a fuggire, arrivando in una piantagione. Ma come ennesima disavventura il povero protagonista viene costretto a lavorare dalla padrona vedova nella piantagione. Questa si innamora di lui, ma dopo averlo letteralmente preso prigioniero, ricevono un attacco da parte dei pellerossa, ed Alexander nel salvare la vita sua e della donna riesce anche a scappare da lei, e viene raccolto da una nave pirata.
Dopo la fortunosa cattura dell'uomo che li aveva abbandonati alla mercé dei pellerossa, Alexander viene a sapere che la nave pirata stava per cadere in una trappola architettata da questo capitano e da suo fratello.
Così attende il suo arrivo e quindi viene salvato inconsapevolmente da questo che, dopo averlo riconosciuto, lo riporta in patria.
Al ritorno, Mr Musgrave apprende della morte di suo padre e del fatto che gli era stato lasciato in eredità sia il patrimonio sia il titolo di conte. Quindi torna a Liverpool da Amy e la sposa rendendola così contessa. Nell'ultima parte del romanzo, Alexander spiega le vicissitudini familiari che avevano portato lui e suo fratello a lasciare casa. La situazione, verrà risolta da lui stesso al ritorno alle sue terre.